# Luci Escriboni Libó Drus
Luci Escriboni Libó Drus (Vel·lei Patèrcul l'anomena Drus Libó) (el nom en llatí és Lucius Scribonius Libo Drusus) va ser fill probablement de Marcus Livius Drusus Libo.
El senador Firmi Cat el va induir a aspirar a l'imperi i conspirar contra Tiberi (any 16) aprofitant el seu gust pels plaers i les despeses i la seva riquesa. Va consultar a mags i endevins les possibilitats d'èxit però Firmi Cat el va acabar denunciant a Vesculari Flac i a través d'aquest a l'emperador. Tiberi no va reaccionar i va permetre el seu nomenament com a pretor sense deixar veure cap mostra de sospita o ressentiment, però finalment va ser denunciat fermament per Fulcini Trió i va ser portat davant l'emperador. Veient que no hi havia possibilitat de ser perdonat es va suïcidar. La seva tia Escribònia va tractar de dissuadir-lo sense èxit. Encara després de la seva mort, Tiberi va continuar el judici contra ell. Les seves propietats van ser confiscades per l'emperador i donades als seus acusadors, i la seva memòria deshonorada. Corneli Lèntul va proposar que, des d'aleshores, els Escribonis no poguessin portar el cognomen Drusus.